# Karolewo (powiat iławski)
Karolewo – wieś w Polsce położona w województwie warmińsko-mazurskim, w powiecie iławskim, w gminie Susz, na Pojezierzu Iławskim. Sąsiaduje bezpośrednio z zachodnimi granicami Susza.
W latach 1975–1998 miejscowość należała administracyjnie do województwa elbląskiego.